# Dicranomyia scutellumnigrum
Dicranomyia scutellumnigrum is een tweevleugelige uit de familie steltmuggen (Limoniidae). De soort komt voor in het Afrotropisch gebied.